# Trdlo (hudební skupina)
Trdlo je folk-folklórní hudební skupina. Vznikla v roce 1982 z pardubických muzikantů, kteří se rozhodli hrát lidovou hudbu jinak, než klasické folklórní soubory. Během této doby si kapela vytvořila osobitý a pro ni typický styl aranžování lidových písní s převažujícími prvky folku, jazzu i vážné hudby. Inspiraci členové Trdla čerpají v méně hraných českých, moravských, slovenských i židovských písních.
Jedná se o držitelku Porty pro rok 1997 v kategorii folk.

## Diskografie
- TRDLO - Folk-folklór (Nežeň se, synečku) ( MC 1993)
- Watermusic (CD 1998)
- Rozinky a mandle (CD/MC 1998)
- Pokoj, štěstí, zdraví (CD 2002)
- Žito (CD 2009)
- Balada pro banditu (CD 2013)
- Trdlo 2017 (MP3)
- Trdlo 2024 (MP3)

## Složení kapely
- Václav Trunec – housle, kontrabas, heligonka, zpěv
- Iva Dostálová – housle, mandolína, zpěv
- Lada Queisnerová – klarinet, saxofon, flétny, zpěv
- Robert Křepinský – kytary, zpěv
- Cecile Boiffin – marimba, rytmika, zpěv
- Radek Pokorný – kontrabas, zpěv